# Satellite Award per la migliore scenografia
Il Satellite Award per la miglior scenografia è un riconoscimento annuale dei Satellite Awards, consegnato dall'International Press Academy.

## Vincitori e candidati
I vincitori sono indicati in grassetto.

### Anni 1990
1997
- Romeo + Giulietta di William Shakespeare (Romeo + Juliet) - Catherine Martin
- Il paziente inglese (The English Patient)
- Evita
- Hamlet
- Ritratto di signora (The Portrait of a Lady)

1998
- Titanic - Peter Lamont
- Amistad
- Gattaca - La porta dell'universo (Gattaca)
- L.A. Confidential
- Le ali dell'amore (The Wings of the Dove)

1999
- The Truman Show - Dennis Gassner
- Beloved
- Elizabeth
- Pleasantville
- Shakespeare in Love

### Anni 2000
2000
- Il mistero di Sleepy Hollow (Sleepy Hollow) - Ken Court, John Dexter, Rick Heinrichs e Andy Nicholson
- Anna and the King
- Un marito ideale (An Ideal Husband)
- L'imperatore e l'assassino (Jing ke ci qin wang)
- La leggenda del pianista sull'oceano (La leggenda del pianista sull'oceano)
- Titus

2001
- La casa della gioia (The House of Mirth) - Don Taylor
- La tigre e il dragone (Wo hu cang long)
- Il gladiatore (Gladiator)
- Il Grinch (How the Grinch Stole Christmas)
- Traffic

2002
- Moulin Rouge! – Catherine Martin
- Gosford Park
- Harry Potter e la pietra filosofale (Harry Potter and the Philosopher's Stone)
- Il Signore degli Anelli - La Compagnia dell'Anello (The Lord of the Rings: The Fellowship of the Ring)
- The Others

2003
- Gangs of New York - Dante Ferretti
- Prova a prendermi (Catch Me If You Can)
- CQ (GQ)
- Frida
- Era mio padre (Road to Perdition)

2004
- Il Signore degli Anelli - Il ritorno del re (The Lord of the Rings: The Return of the King) – Grant Major, Dan Hennah, Alan Lee, John Howe
- Kill Bill: Volume 1 (Kill Bill: Vol. 1)
- L'ultimo samurai (The Last Samurai)
- Master and Commander - Sfida ai confini del mare (Master and Commander: The Far Side of the World)
- Seabiscuit - Un mito senza tempo (Seabiscuit)
- La ragazza delle balene (Te kaieke tohora)

2005 (gennaio)
- De-Lovely  – Eve Stewart
- The Aviator
- La foresta dei pugnali volanti (Shi mian mai fu)
- Il fantasma dell'Opera (The Phantom of the Opera)
- Sky Captain and the World of Tomorrow
- La fiera della vanità (Vanity Fair)

2005 (dicembre)
- Good Night, and Good Luck. – James D. Bissell e Christa Munro
- Le crociate - Kingdom of Heaven (Kingdom of Heaven)
- Memorie di una geisha (Memoirs of a Geisha)
- I colori dell'anima - Modigliani (Modigliani)
- Sin City
- Star Wars: Episodio III - La vendetta dei Sith (Star Wars Episode III: Revenge of the Sith)

2006
- Flags of Our Fathers- Henry Bumstead, Richard Goddard e Jack Taylor Jr.
- Dreamgirls
- Il labirinto del fauno (El laberinto del fauno)
- Marie Antoinette
- V per Vendetta (V for Vendetta)

2007
- Elizabeth: The Golden Age - Guy Dyas
- Across the Universe
- Amazing Grace
- L'assassinio di Jesse James per mano del codardo Robert Ford (The Assassination of Jesse James by the Coward Robert Ford)
- Hairspray - Grasso è bello (Hairspray)
- Sunshine

2008
- Australia – Catherine Martin
- Ritorno a Brideshead (Brideshead Revisited)
- Ember - Il mistero della città di luce (City of Ember)
- Il curioso caso di Benjamin Button (The Curious Case of Benjamin Button)
- La duchessa (The Duchess)
- Revolutionary Road

2009
- A Single Man - Ian Phillips e Dan Bishop
- 2012
- La battaglia dei tre regni (Chi bi)
- Nemico pubblico - Public Enemies
- Parnassus - L'uomo che voleva ingannare il diavolo (The Imaginarium of Doctor Parnassus)
- The Road

### Anni 2010
2010
- Inception - Guy Hendrix Dyas
- Alice in Wonderland
- Il cigno nero (Black Swan)
- Coco Chanel & Igor Stravinsky
- Io sono l'amore
- Scott Pilgrim vs. the World
- Shutter Island

2011
- The Artist - Gregory S. Hooper e Laurence Bennett
- Come l'acqua per gli elefanti (Water For Elephants)
- Anonymous
- Mysteries of Lisbon (Mistérios de Lisboa)
- Hugo Cabret (Hugo)
- Faust

2012
- Lincoln - Rick Carter, Curt Beech, David Crank, Leslie McDonald
- Les Misérables
- Il cavaliere oscuro - Il ritorno (The Dark Knight Rises)
- A Royal Affair
- The Master
- Anna Karenina

2014
- Il grande Gatsby (The Great Gatsby) - Beverly Dunn e Catherine Martin
- The Invisible Woman
- Saving Mr. Banks
- The Butler - Un maggiordomo alla Casa Bianca (The Butler)
- Rush
- Il grande e potente Oz (Oz the Great and Powerful)

2015
- Grand Budapest Hotel (The Grand Budapest Hotel) - Adam Stockhausen, Anna Pinnock, Stephan Gessler
- Birdman
- Fury
- Noah
- Maleficent
- The Imitation Game

2016
- Il ponte delle spie (Bridge of Spies) - Adam Stockhausen
- Macbeth
- The Danish Girl
- Spectre
- Cenerentola (Cinderella)
- Mad Max: Fury Road

2017
- David Wasco – La La Land
- Dan Hennah – Alice attraverso lo specchio (Alice Through the Looking Glass)
- Gary Freeman – Allied - Un'ombra nascosta (Allied)
- Barry Robinson – La battaglia di Hacksaw Ridge (Hacksaw Ridge)
- Jean Rabasse – Jackie
- Christophe Glass – Il libro della giungla (The Jungle Book)

2018
- La forma dell'acqua - The Shape of Water (The Shape of Water)
- Blade Runner 2049
- Dunkirk
- Downsizing - Vivere alla grande (Downsizing)
- Il filo nascosto (Phantom Thread)
- Scappa - Get Out (Get Out)

2019
- John Myhre – Il ritorno di Mary Poppins (Mary Poppins Returns)
- Hannah Beachler – Black Panther
- Stuart Craig – Animali fantastici - I crimini di Grindelwald (Fantastic Beasts: The Crimes of Grindelwald)
- Fiona Crombie – La favorita (The Favourite)
- Nathan Crowley – First Man - Il primo uomo (First Man)
- Eugenio Caballero – Roma

### Anni 2020
2020
- Beth Mickle e Michael Ahern – Motherless Brooklyn - I segreti di una città (Motherless Brooklyn)
- Dennis Gassner e Lee Sandales – 1917
- François Audouy e Peter Lando – Le Mans '66 - La grande sfida (Ford v Ferrari)
- Mark Friedberg e Laura Ballinger – Joker
- Barbara Ling e Nancy Haigh – C'era una volta a... Hollywood (Once Upon a Time... in Hollywood)
- Mark Tildesley e Saverio Sammali – I due papi (The Two Popes)

2021
- Donald Graham Burt, Chris Craine, Dan Websterand e Jan Pascale - Mank
- Jim Bissell e John Bush - The Midnight Sky
- Page Buckner, Barry Robinson e Mark Zuelzke - Quella notte a Miami... (One Night in Miami...)
- Cristina Casali e Charlotte Dirickx - La vita straordinaria di David Copperfield (The Personal History of David Copperfield)
- Grant Major e Anne Kuljian - Mulan
- Jamie Walker McCall e Gene Serdena - The Prom

2022
- Stefan Dechant - Macbeth (The Tragedy of Macbeth)
- Jim Clay e Claire Nia Richards - Belfast
- Richard Roberts, Zsuzsanna Sipos e Patrice Vermette - Dune
- Rena DeAngelo e Adam Stockhausen - The French Dispatch of the Liberty, Kansas Evening Sun
- Grant Major e Amber Richards - Il potere del cane (The Power of the Dog)
- Guy Hendrix Dyas e Yesim Zolan - Spencer

2023
- Anthony Carlino e Florencia Martin - Babylon
- Dylan Cole e Ben Procter - Avatar - La via dell'acqua (Avatar: The Way of Water)
- Catherine Martin e Karen Murphy - Elvis
- Rick Carter - The Fabelmans
- Juliana Barreto Barreto - A Love Song
- Sabu Cyril - RRR

2024
- Sarah Greenwood e Katie Spencer - Barbie
- Maria Djurkovic e Sophie Phillips - Ferrari
- Jack Fisk e Adam Willis - Killers of the Flower Moon
- Kevin Thompson e Rena DeAngelo - Maestro
- Arthur Max - Napoleon
- Ruth de Jong e Claire Kaufmann - Oppenheimer